# Senat für Patentanwaltssachen des Bundesgerichtshofs
Der Senat für Patentanwaltssachen ist ein Spezialsenat des Bundesgerichtshofs in Karlsruhe. Er gilt nach § 90 Abs. 3 PAO als Strafsenat im Sinne des § 132 GVG.

## Errichtung
Der Senat für Patentanwaltssachen wurde am 1. Januar 1967 errichtet.

## Zuständigkeit
Die Zuständigkeit des Senats erfasst kraft Gesetzes diejenigen Angelegenheiten, die in der Patentanwaltsordnung dem Bundesgerichtshof zugewiesen sind, mit Ausnahme der Entscheidungen nach § 93 Abs. 3 PAO, für die der III. Zivilsenat zuständig ist.

## Besetzung
Der Senat für Patentanwaltssachen setzt sich nach § 90 Abs. 2 PAO aus einem Vorsitzenden und zwei beisitzenden Mitgliedern des Bundesgerichtshofs sowie zwei Patentanwälten als ehrenamtliche Beisitzer zusammen. Der Senat ist gegenwärtig (Stand: September 2020) wie folgt besetzt:
- Vorsitzender: Dietmar Grupp
- Stellvertretender Vorsitzender: Klaus Grabinski
- Beisitzer: Christiane Graßnack, Heike Bußmann